# Oligodon barroni
Espèce
Synonymes
- Simotes barroni Smith, 1916
- Holarchus taeniatus caudaensis Bourret, 1934

Statut de conservation UICN

 LC  : Préoccupation mineure
Oligodon barroni est une espèce de serpent de la famille des Colubridae.

## Répartition
Cette espèce se rencontre au Cambodge, en Thaïlande et dans le sud du Viêt Nam.

## Description
Dans sa description Smith indique que les spécimens en sa possession mesurent environ 380 mm dont 70 mm pour la queue. Son dos est brun clair et présente une série de grandes taches brunes cerclées de noir (10 à 11 sur le corps et 3 sur la queue). Sa face ventrale est rouge corail avec des taches quadrilatérales noires de chaque côté.

## Étymologie
Son nom d'espèce, barroni, lui a été donné en l'honneur de P. A. R. Barron qui a collecté les trois spécimens étudiés dans les environs de Si Racha dans la province de Chonburi en Thaïlande.

## Publication originale
- Smith, 1916 : Description of three new lizards and a new snake from Siam. Journal of the Natural History Society of Siam, vol. 2, n. 1, p. 44-47 (texte intégral).